# Гінцерт-Пелерт
Гінцерт-Пелерт (нім. Hinzert-Pölert) — громада в Німеччині, розташована в землі Рейнланд-Пфальц. Входить до складу району Трір-Саарбург. Складова частина об'єднання громад Гермескайль.
Площа — 4,85 км2. Населення становить 294 ос. (станом на 31 грудня 2020).

## Галерея

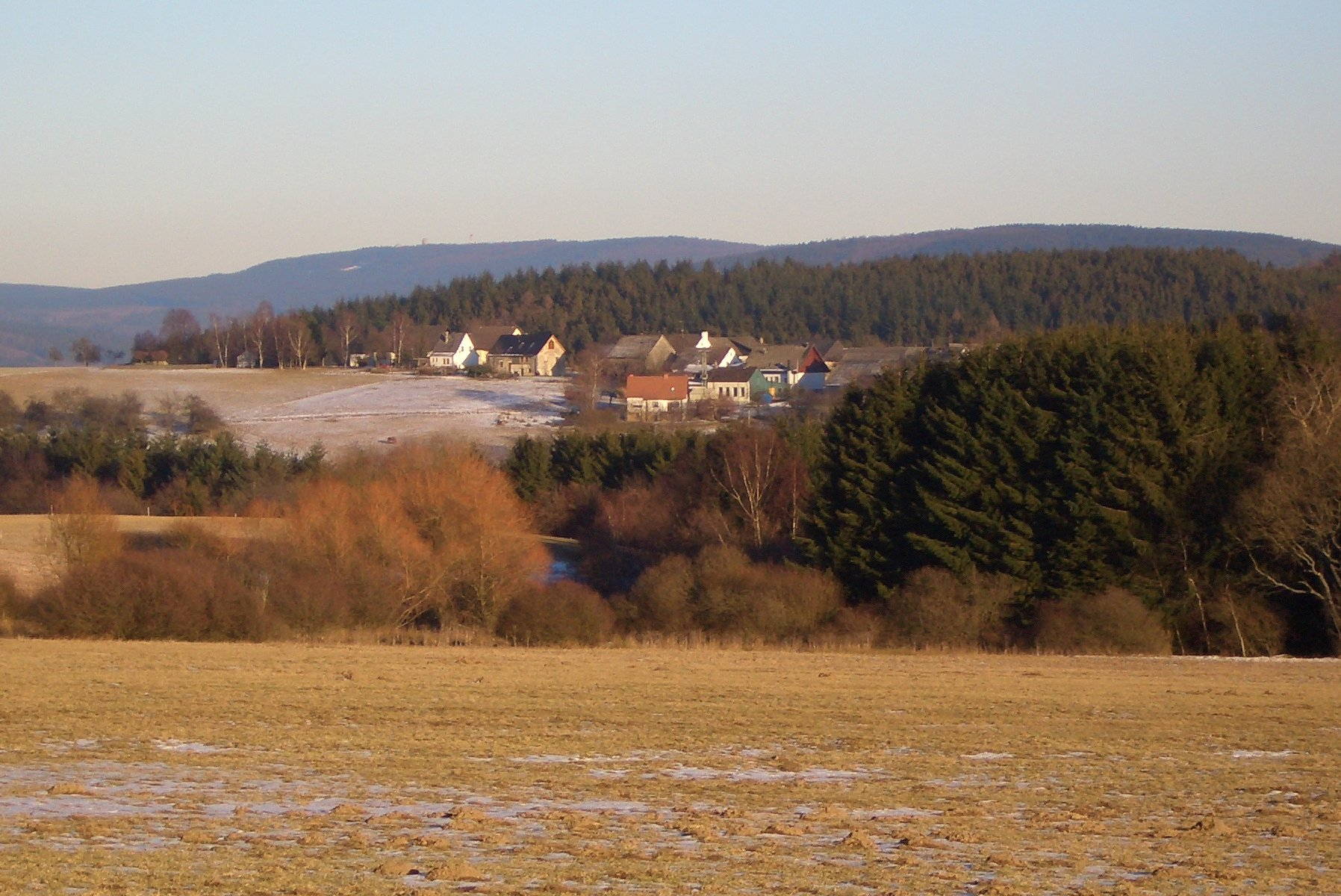